# Nathaniel P. Banks
Nathaniel Prentice (eller Prentiss) Banks (30. januar 1816 – 1. september 1894) var en amerikansk politiker og soldat, guvernør i Massachusetts, formand for Repræsentanternes Hus og general i Unionens hær under den amerikanske borgerkrig.

## Tidlige år
Banks blev født i Waltham Massachusetts, det ældste af Nathaniel P. Banks Sr. og Rebecca Greenwood Banks børn. Han fik kun en almindelig skoleuddannelse og begyndte tidligt at arbejde som spoledreng (bobbin boy) på en lokal bomuldsfabrik. Gennem hele sit liv var han kendt under det humoristiske øgenavn Bobbin Boy Banks. Senere gik han i lære som mekaniker, redigerede i kort tid adskillige ugentlige aviser, læste jura og blev advokat som 23 årig. Hans energi og evner som taler gjorde ham snart kendt. Hans rungende klare stemme og gådefulde udtryksform gav ham en dominerende position foran et publikum. Den 1. april 1847 giftede han sig efter et længere frieri med den tidligere fabriksarbejderske Mary Theodosia Palmer i Providence i Rhode Island.

## Politisk karriere
Banks blev valgt som Demokrat i Massachusetts' Repræsentanternes Hus fra 1849-1853 og var formand i 1851 og 1852. Han var præsident for statens Constitutional Convention i 1853, og samme år blev han valgt til Repræsentanternes Hus i Washington D.C. af en koalition af Demokrater og modstandere af slaveri. I 1854 blev han genvalgt på et Know Nothing program, dvs. som modstander af katolsk indvandring.
Ved starten af den 34. Kongres samledes modstandere af slaveri fra flere partier sig efterhånden om at vælge Banks som formand, og efter en af de længste og mest bitre valgprocedurer der varede fra 3. december 1855 til 2. februar 1856 blev han valgt i den 133. valgrunde. Dette er blevet betegnet som det republikanske partis første nationale sejr. Han udpegede for første gang modstandere af slaveri til fremtrædende poster i USAs Kongres, og samarbejdede med undersøgelser både af Kansas konflikten og piskningen af Senator Charles Sumner. På den anden side huskes han også for at være fair i sine udpegninger og beslutninger. HAn spillede en nøglerolle i 1856 ved at foreslå John C. Frémont som en moderat Republikansk præsidentkandidat. Som en del af denne proces afviste Banks, som aftalt på forhånd, nominering af de Know Nothing folk, som var modstandere af udbredelse af slaveriet, til fordel for Frémont
I de næste år blev Banks støttet af en koalition af Know Nothings og Republikanere i Massachusetts. Hans interesse i anti-immigranternes mærkesager var meget begrænset, og han støttede kun nogle mere restriktive bopælskrav i forbindelse med valgret.
Efter at være blevet genvalgt i 1856 som Republikaner, opgav han sin plads i december 1857 og blev guvernør i Massachusetts fra 1858 til 1860, under en periode med offentlige nedskæringer som følge af lavkonjunkturen i disse år.
Han gjorde et seriøst forsøg på at blive opstillet som præsidentkandidat i 1860, men uenighed i hans parti i Massachusets, det forhold, at han boede i en sikker Republikansk stat og hans fortid i Know Nothing bevægelsen ødelagde hans chancer.
Han var derefter i en kort periode lokal direktør i Chicago for Illinois Central Railroad, hyret for at fremme salget af jernbanens store landbesiddelser.

## Borgerkrigen
Da borgerkrigen blev uundgåelige overvejede præsident Abraham Lincoln at udpege Banks til en af pladserne i regeringen, men valgte i stedet at udpege ham som en af de første generalmajorer i den frivillige hær den 16. maj 1861. Opfattelsen af at militsen i Massachusetts var velorganiseret og velbevæbnet ved krigens udbrud spillede formentlig en rolle ved udvælgelsen, for Banks var også under overvejelse til posten som quartermaster general – dvs. som ansvarlig for hærens forsyninger.
I starten blev han set ned på af mange af de generaler, som var blevet uddannet på militærakademiet West Point, men Banks gav regeringen politiske fordele, herunder evnen til at tiltrække rekrutter og penge.

### Første kommando
Banks første opgave som kommandør var i Annapolis, Maryland, hvor han skulle undertrykke støtte til Amerikas Konfødererede Stater i en slavestat, som kunne finde på at træde ud af Unionen. Derefter blev han overdraget kommandoen ved Potomacflodens øvre løb, da brigadegeneral Robert Patterson manglede den nødvendige aggressivitet.

### Jacksons Shenandoah kampagne
Da generalmajor George B. McClellan igangsatte sin Peninsula Kampagne i foråret 1862, tilfaldt den vigtige opgave, med at fastholde sydstaternes styrker under Stonewall Jackson i Shenandoah dalen, de to divisioner under Banks. Da Bank's mænd nåede til den sydlige ende af dalen, for enden af en vanskelig forsyningslinie, kaldte præsidenten dem tilbage til Strasburg, Virginia i den nordlige ende. Derefter rykkede Jackson hurtigt ned ad den nærliggende Luray dal og drev Bank's retirerende styrke ud af Winchester, Virginia, den 25. maj og nordpå til Potomacfloden. Jacksons manøvrer og lynhurtige slag mod større styrker i Dalen—under Banks og andre af Unionens generaler—ydmygede Nordstaterne og gjorde Jackson til en af de mest berømte generaler i Amerikas historie.
Den 9. august mødte Banks igen Jackson i Slaget ved Cedar Mountain, i Culpeper County, angreb ham og havde fordelen i begyndelsen, men et modangreb ledet af A.P. Hill kastede Banks's korps tilbage, og afgjorde kampen.
Sidst på dagen ankom der forstærkninger under generalmajor John Pope til Unionshæren, ligesom resten af Jacksons mænd nåede frem, og det betød at hærene holdt hinanden på afstand i de næste to dage. Aviserne i Nordstaterne bragte smigrende versioner af Banks' indsats, mens Sydstaternes aviser (og næsten alle militærhistorikere) omtalte slaget som en sejr for Sydstaterne.

### Army of the Gulf
Derefter fik Banks kommandoen over forsvarsstyrkerne i Washington D.C.. I november 1862 blev han bedt om at organisere en styrke med 30.000 nye rekrutter fra New York og New England. Som tidligere guvernør i Massachusetts, havde han politiske forbindelser til guvernørerne i disse stater og rekrutteringsindsatsen var en succes.
I december sejlede han fra New York med denne store styrke af rå rekrutter for at afløse generalmajor Benjamin Butler i New Orleans, Louisiana, som kommandør over Department of the Gulf. Han havde ordre til at gå op langs Mississippi-floden og støde til general Ulysses S. Grant, som på daværende tidspunkt forsøgte at erobre Vicksburg, Banks pressede først en styrke fra Sydstaterne op ad Teche Bayou og marcherede til Alexandria, Louisiana, hvor han hentede slaver, bomuld og kvæg fra et rigt landbrugsområde.

### Belejringen af Port Hudson
Da Sydstaterne formindskede deres garnison i Port Hudson ved Mississippi-floden, omringede han stedet i maj 1863. To forsøg på at storme stillingerne under Belejringen af Port Hudson mislykkedes på det sørgeligste. Port Hudson var første gang sorte amerikanske soldater kom til indsats i et slag under borgerkrigen efter tilladelse fra Banks. Da mad og ammunition var opbrugt overgav garnisonen i Port Hudson sig den 9. juli 1863 og hele Mississippi floden kom under Unionens kontrol.
I efteråret 1863 organiserede Banks to skibsbårne operationer til Texas, primært for at forhindre franskmændene i Mexico i at støtte Sydstaterne eller besætte Texas, og han fik kontrol over området ved udmundingen af Rio Grande og Texas' ydre øer.

### Red River kampagnen
Red River kampagnen fra marts – maj 1864 anså hans overordnede, Ulysses S. Grant, for en strategisk forstyrrelse, da han ønskede, at Banks i stedet skulle rykke østpå og erobre Mobile, Alabama, som del af en koordineret række offensiver i foråret 1864. Banks var uenig i planen, og håbede i stedet at kunne iværksætte en ekspedition, som skulle erobre Galveston, men offensiven blev beordret af stabschefen Henry W. Halleck. Hallecks plan var godkendt af Lincolns regering og general Banks gik i gang med at udføre den under protest. Han kæmpede mod general Richard Taylor (søn af tidligere præsident Zachary Taylor) og blev tvunget til at trække sig tilbage efter en kampagne, som ikke udrettede meget. En flådestyrke under David Dixon Porter ankom til Red River med det formål at erobre bomuld som et værdifuldt krigsbytte, og Banks tillod rige spekulanter at deltage i indsamlingen af bomuld. Hertil kom en tilknyttet styrke, som var ude af stand til at komme ad landvejen fra Arkansas, to tilknyttede korps under General William T. Sherman som fungerede delvist uafhængigt og en faretruende lav vandstand på floden som forsynede hæren. Sydstaternes styrke på Red River var underlagt Jonathan H. Carter og overgav sig først i juni 1865, to måneder efter at Robert E. Lee overgav sig ved Slaget ved Appomattox Courthouse i Virginia.

### Administrative opgaver
Efter at have fjernet ham fra hans kommando i felten lod præsident Lincoln Banks holde orlov i Washington, hvor han i måneder udførte lobbyarbejde for præsidentens planer om rekonstruktion af Louisiana. Banks havde tidligere tilrettelagt valgsejren for en moderat loyal civil regering i Louisiana, hvis udnævnelse han organiserede og betalte fejringen af.
En hemmelig undersøgelseskommission, som blev ledet af de konservative Demokrater William Farrar Smith og James T. Brady i begyndelsen af 1865 brugte mange kræfter på at forsøge at knytte Banks sammen med usædelighed og irregulære handelstilladelser i New Orleans området. Den noget ensidige endelige kommissionsrapport, som aldrig blev offentliggjort, beskyldte ham dog ikke direkte for at have gjort noget forkert. Han havde dog givet særlige fordele uden tilsyneladende at få noget igen til mænd som senere blev involveret i Crédit Mobilier skandalen og nogle få andre med et tvivlsomt ry.

## Efter krigen
I august 1865 blev Banks afmønstret fra hæren af præsident Andrew Johnson, og fra 1865 til 1873, var han igen medlem af Repræsentanternes Hus, hvor han var formand for udenrigsudvalget (Foreign Affairs Committee) og nogle gange formand for det Republikanske parti. Han spillede en nøglerolle i lovgivningen omkring købet af Alaska og var en af de stærkeste tidlige fortalere for Manifest Destiny. Han ønskede at USA skulle købe Canada og de caribiske øer og derigennem formindske den europæiske indflydelse i regionen. Han var også medlem af kommitteen, der undersøgte Crédit Mobilier skandalen.
Ulykkelig over den retning som præsident Grants regering fulgte, førte i 1872 til at Banks sluttede sig til det Liberal-Republikanske parti og støttede Horace Greeley. Mens Banks var på kampagnerejse gennem hele Norden for Greeley, var der en modstander, som havde held af at samle tilstrækkelig støtte til at besejre ham i hans kreds i Massachusetts.
Han regnede med at hans involvering i en nystartet jernbane i Kentucky og andre jernbaner kunne være en erstatning for det han havde mistet politisk, men panikken i 1873 tog livet af jernbanen og Banks blev omrejsende foredragsholder og medlem af senatet i Massachusetts.
I 1874 blev han valgt til Kongressen som uafhængig og sad den følgende periode som Republikaner (1875-1877). Han var medlem af komiteen, som undersøgte det irregulære valg i South Carolina i 1876. Efter igen at være blevet slået ved valget i 1877 udpegede præsidenten ham til U.S. marshal i Massachusetts, en post han beklædte fra 1879 til 1888, hvor han for tiende gang blev valgt til Kongressen som Republikaner. I denne sidste periode gik det mentalt tilbage for ham og han blev ikke genopstillet. Han døde i Waltham, Massachusetts, og ligger begravet der på Grove Hill Cemetery.

## Eksterne links
- Hjemmeside med Banks links
- NNDB entry
- Infoplease biografi
- Officiel Commonwealth of Massachusetts Guvernør Biografi Arkiveret 6. juli 2008 hos  Wayback Machine